# Friedrich Heimsoeth
Friedrich Heimsoeth (* 11. Februar 1814 in Köln; † 16. Oktober 1877 in Bonn) war ein deutscher klassischer Philologe, Kunsthistoriker und Musikwissenschaftler. Er tat sich auch als Kunstsammler hervor.

## Leben und Wirken
Friedrich Heimsoeth, der Sohn des Justizrathes Marcus Heimsoeth und seiner Frau Elisabeth de Noel, besuchte das Kölner Friedrich-Wilhelm-Gymnasium und bezog 1831 die Universität Bonn, wo er Altertumswissenschaften und Philosophie studierte. Zu seinen Lehrern zählten Friedrich Gottlieb Welcker und August Wilhelm Schlegel. 1835 wurde Heimsoeth mit der Dissertation Democriti de anima doctrina promoviert, in der er neben der Seelenlehre des griechischen Philosophen Demokrit ein Glossar und eine Fragmentsammlung anlegte. Als Privatdozent habilitierte er sich 1837.
In seinen jungen Gelehrtenjahren wurde Heimsoeth mit der Archäologin und Sammlerin Sibylle Mertens-Schaaffhausen bekannt. Wie schon der Bruder seiner Mutter regte auch Mertens-Schaaffhausen seine Sammelleidenschaft und seine Neigung zur Bildenden Kunst an. 1843 heiratete er ihre Tochter Elisabeth (1822–1905). Heimsoeth war ein Liebhaber der älteren klassischen und vor allem der kirchlichen Musik, die er durch Aufführungen im privaten wie im öffentlichen Rahmen in Bonn einem breiten Publikum näher brachte, als Chorsänger wie als Dirigent. Er verfasste auch eine Schrift über Ludwig van Beethovens missa solennis (1845). Heimsoeth begann daneben eine rege Sammeltätigkeit alter Radierungen und zeitgenössischer Kupferstiche. Später sammelte er auch Handzeichnungen alter Meister. Zur Versteigerung der Sammlungen des Kunsthändlers Hermann Weber (1855) und seiner Schwiegermutter (1857) gab Heimsoeth Kataloge heraus, die in kunsthistorischen Kreisen großes Ansehen genossen.
Am 18. Oktober 1848 wurde Heimsoeth zum außerordentlichen Professor der klassischen Philologie an der Universität Bonn ernannt. Nach dem Weggang Friedrich Ritschl im Mai 1865 (nach dem Bonner Philologenstreit mit Otto Jahn) wurde Heimsoeth im Zuge der nötigen Umgestaltungen in der Philosophischen Fakultät am 30. Dezember des Jahres zum ordentlichen Professor ernannt und auf den Lehrstuhl der Eloquenz befördert. Nach Otto Jahns Tod trat Heimsoeth in die Direktion des Bonner Philologischen Seminars ein. Im akademischen Jahr 1869/70 war er außerdem Rektor der Universität Bonn.
Heimsoeths Gesundheit wurde in den Jahren als Professor von Krankheiten und Schicksalsschlägen beeinträchtigt. Im Jahr 1866 litt er an einer Brustkrankheit, von deren Folgen er nie ganz genas. 1874 starb ein Sohn Heimsoeths, und Heimsoeth konnte sich trotz der Fürsorge seiner Familie und einiger Kuraufenthalte in Italien nicht erholen. Kurz vor Beginn des Wintersemesters 1877/78 starb er an einem Blutsturz. Er liegt auf dem Alten Friedhof in Bonn begraben. Seine beachtliche Sammlung alter Drucke wurde vom Kunsthändler Ferdinand August Christian Prestel versteigert.
Heimsoeths Forschung und Lehre als Philologe war von seinem ausgefeilten Kunstgeschmack geprägt. Er schätzte nur wenige Autoren, die er in seinen Lehrveranstaltungen und wissenschaftlichen Arbeiten ausschließlich behandelt: Pindar, die attischen Tragiker (Aischylos, Sophokles, Euripides) und Platon im Griechischen, Horaz und Tacitus im Lateinischen. Für ihren Sprachgebrauch gewann er durch intensive Beschäftigung ein sicheres Gefühl, das ihn jedoch in der Textkritik auch in die Irre führte. Forschung bedeutete für ihn eine stille Tätigkeit, seine Publikationen waren nur ein Nebenprodukt. „Invitus scripsi, nam discendi suavior multo quam scribendi labor.“ („Ich schrieb unfreiwillig, denn Lernen ist eine angenehmere Arbeit als Schreiben.“) schreibt er in seiner ersten selbständigen Arbeit (Addenda et corrigenda in commentariis Pindari, 1840, S. 71).
Thematisch behandelten seine Arbeiten Probleme der Textkritik und Metrik im Allgemeinen und bei Aischylos und Pindar im Besonderen. Heimsoeths zentrales Werk ist Die Wiederherstellung der Dramen des Aeschylus (Bonn 1861), in dem er den Grund für eine kritische Emendation der aischylischen Tragödien lieferte. Seine Arbeiten zur Metrik hatten nicht nur mathematischen, sondern auch deutlich ästhetischen Anspruch (Die Wahrheit über den Rhythmus in den Gesängen der alten Griechen, nebst einem Anhange über die Aufführung der griechischen Gesänge, 1846) und waren stets auf der Höhe der Zeit (Ueber die neuste metrische Theorie, 1850).
Seine Tochter Sibylla heiratete 1886 den Bonner Musikwissenschaftler und Gymnasiallehrer Hermann Deiters (1833–1907).